# Istota bezimienna
Istota bezimienna, istota nieokreślona (łac. substantia innominata, SI) – struktura mózgowia zbudowana częściowo z istoty szarej, częściowo z istoty białej, rozpościerająca się równolegle do dolnej powierzchni jądra soczewkowatego między włóknami pętli konarowej. Sięga do przodu po istotę dziurkowaną przednią, do tyłu ponad ciało migdałowate, do przyśrodka po pole przedwzrokowe i podwzgórze. Przyśrodkowo i do przodu łączy się z jądrem łożyskowym prążka krańcowego 
(BST), do tyłu i bocznie z ciałem migdałowatym. 

## Definicja
W piśmiennictwie spotyka się dwa rozumienia istoty bezimiennej: według jednej definicji, jest to obszar mózgowia zawierający zarówno istotę szarą jak i istotę białą, podczas gdy inni zawężają to pojęcie do skupisk istoty szarej. Wiąże się z tym kolejna kontrowersja, polegająca na tym, że część autorów wyznających drugie stanowisko utożsamia istotę bezimienną z jądrem podstawnym Meynerta, które w istocie stanowi większą część istoty beizmiennej.

## Budowa
Istota bezimienna może być podzielona na dwie części:
- grzbietową (SId)
- brzuszną (SIv)

W istocie bezimiennej znajdują się duże neurony wielobiegunowe i wrzecionowate, których największe skupisko tworzy jądro podstawne Meynerta (NBM). U naczelnych neurony te tworzą część kompleksu określanego jako system wielokomórkowy podstawnej części przodomózgowia (ang. basal forebrain magnocellular complex).

## Patologia
Zmiany w istocie bezimiennej wiązano dawniej z patogenezą schizofrenii. Z czasem, uwaga neurologów skupiła się na powiązaniach między zmianami zanikowymi istoty bezimiennej i jądra Meinerta a chorobą Alzheimera i innymi postaciami otępienia.

## Nazwa
Wprowadzenie terminu istoty bezimiennej przypisywano Theodorowi Meynertowi lub Karlowi Bogislausowi Reichertowi. Jednak Auguste Forel (1877), Friedrich Burdach i sam Meynert (1871) przy opisie tej struktury cytowali "die ungenannte Marksubstanz" Johanna Christiana Reila (1809), natomiast przypisujący opis Reichertowi Nello Beccari (1911) i Giuseppe Sterzi (1915) nie podali na to twierdzenie źródeł.